# Synuchus
Synuchus là một chi bọ cánh cứng thuộc họ Carabidae đặc hữu của miền Cổ bắc (bao gồm châu Âu) và Cận Đông.

## Hình ảnh

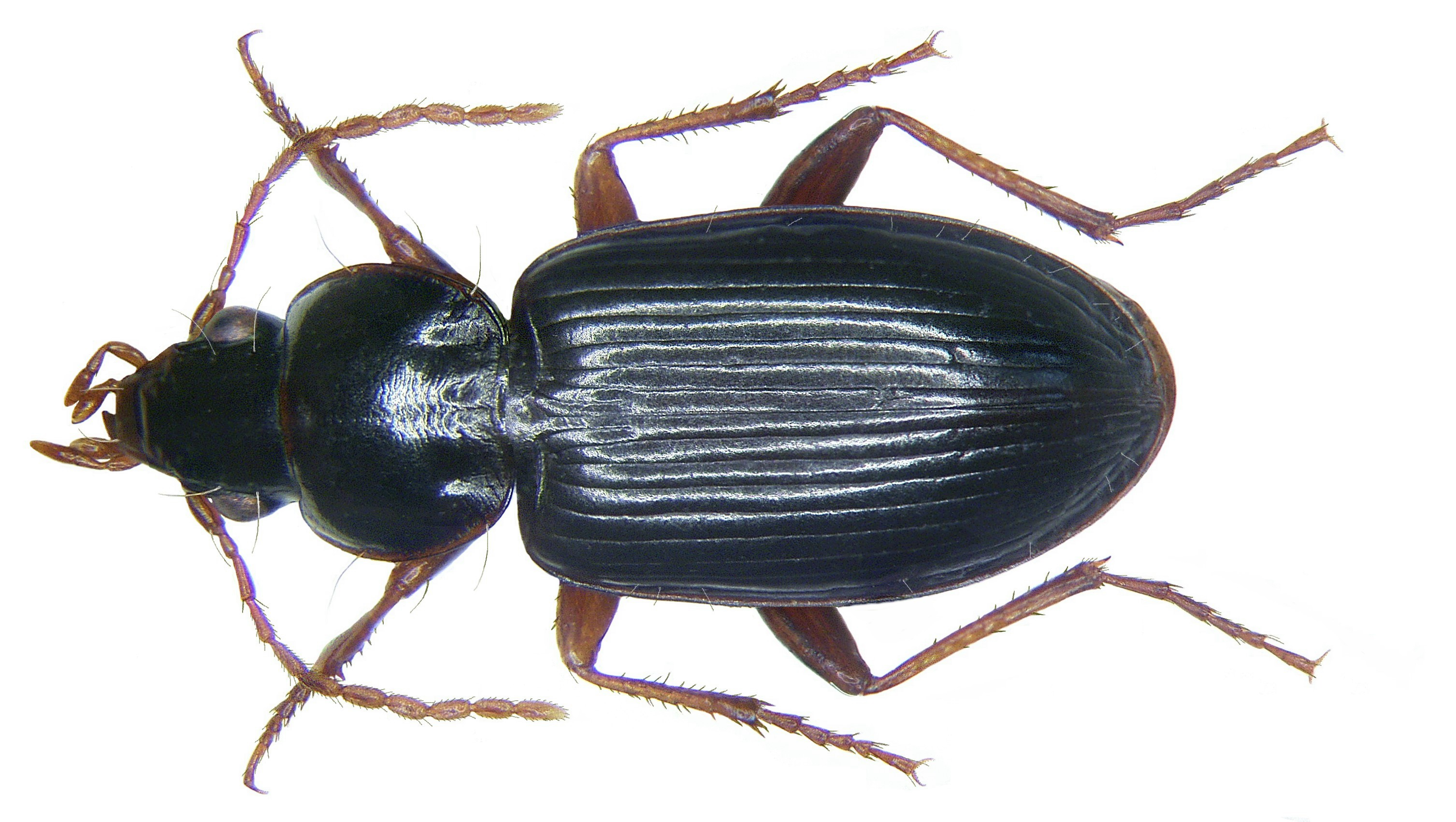